# Giovanni De Andrea
Giovanni De Andrea (* 22. April 1928 in Rivarolo Canavese, Provinz Turin, Italien; † 19. Januar 2012) war ein Diplomat des Heiligen Stuhls und ein Kurienerzbischof der römisch-katholischen Kirche.

## Leben
Giovanni De Andrea empfing am 29. Juni 1951 die Priesterweihe für das Bistum Ivrea. Von 1956 bis 1958 absolvierte De Andrea die Päpstliche Diplomatenakademie und trat anschließend in den diplomatischen Dienst des Heiligen Stuhls ein. Papst Paul VI. verlieh ihm am 21. Juni 1963 den Ehrentitel Überzähliger Geheimkämmerer Seiner Heiligkeit (Monsignore) und am 13. April 1973 den Titel Ehrenprälat Seiner Heiligkeit.
Am 14. April 1975 ernannte ihn Paul VI. zum Titularerzbischof von Aquaviva und zum Apostolischen Delegaten in Angola. Kardinalstaatssekretär Jean-Marie Kardinal Villot spendete ihm am 11. Mai desselben Jahres die Bischofsweihe; Mitkonsekratoren waren die Kurienerzbischöfe Giovanni Benelli und Bernardin Gantin.
Am 26. Januar 1983 wurde er von Papst Johannes Paul II. zum Apostolischen Pro-Nuntius im Iran und am 22. November 1986 zum Apostolischen Pro-Nuntius in Algerien und Tunesien und Apostolischen Delegat in Libyen ernannt. Am 29. Februar 1992 wurde er zum Vizepräsidenten des Arbeitsamtes des Apostolischen Stuhls (ULSA) ernannt. Er war von 1993 bis 2003 Vorsitzender des Verwaltungsrates der Libreria Editrice Vaticana, der Vatikanischen Buchverlagshandlung. Sein altersbedingtes Rücktrittsgesuch nahm Papst Benedikt XVI. am 13. Oktober 2007 an.
Er war bis zur Umstrukturierung der Statthalterei Italia Centrale e Sardegna des Ritterordens vom Heiligen Grab zu Jerusalem, der größten Statthalterei des Ordens weltweit, im Jahr 2010 deren Großprior. Sein Bruder Giuseppe De Andrea war Kanoniker der Basilika St. Peter und Apostolischer Nuntius in Kuwait sowie Assessor der Grabesritter.